# كريستيان روان
كريستيان روان (بالإنجليزية: Christian Rowan)‏ هو سياسي أسترالي، ولد في 5 أكتوبر 1972 في بريزبان في أستراليا. حزبياً، نشط في الحزب الوطني الليبرالي في كوينزلاند. في 2015 Queensland state election ‏، انتخب عضو المجلس التشريعي ولاية كوينزلاند عن دائرة Electoral district of Moggill ‏ (31 يناير 2015 – ).